# Pitcairn PCA-2
Die Pitcairn PCA-2 war ein dreisitziger  Tragschrauber des US-amerikanischen Konstruktors Harold Frederick Pitcairn. 

## Geschichte
Harold Pitcairn kaufte Ende der 1920er Jahre von Juan de la Cierva einen Tragschrauber und gründete anschließend die Pitcairn-Cierva Autogiro Company, um eigene Tragschrauber Modelle zu produzieren. Der Erfinder Harold Pitcairn landete im Jahre 1931 mit einem dieser Flugzeuge anlässlich einer Auszeichnung vor dem Rasen des Weißen Hauses in Washington, D.C.

## Technische Daten
| Kenngröße             | Pitcairn PCA-2                                                                          |
| --------------------- | --------------------------------------------------------------------------------------- |
| Besatzung             | 1                                                                                       |
| Passagiere            | 2                                                                                       |
| Länge                 | 7,04 m                                                                                  |
| Spannweite            | 9,14 m                                                                                  |
| max. Startmasse       | 1.363 kg                                                                                |
| Höchstgeschwindigkeit | 190 km/h                                                                                |
| Reichweite            | ca. 460 km                                                                              |
| Triebwerk             | ein luftgekühlter 9-Zylinder Wright R-975-J6-9-Sternmotor mit einer Leistung von 330 PS |